# Parco del bosco del Rugareto
Il parco del Bosco del Rugareto è un'area protetta di interesse sovracomunale che si sviluppa ad est della valle dell’Olona fino ad arrivare alla pineta di Tradate. Ha una superficie di circa 1400 ettari e si estende sul territorio dei Comuni di Cislago, Marnate, Gorla Minore in Provincia di Varese e Rescaldina in Provincia di Milano.
La flora, caratteristica delle zone in prossimità dei pianalti lombardi, è composta in prevalenza da robinia, pino silvestre, farnia, carpino, castagno e betulla.
La fauna è costituita principalmente da  scoiattoli, picchi, le civette ed il gufo.
Tra i boschi del parco scorrono tre torrenti: il Fontanile di Tradate, il Gradeluso (o Bozzentino) ed il Bozzente. Quest'ultimo è l'unico ad avere una portata propria costante anche in periodi di scarse precipitazioni.